# Aleja Marszałkowska w Częstochowie
Aleja Marszałkowska, określana również jako Korytarz Północny – ulica w Częstochowie o długości 1,58 km położona w dzielnicy Północ, łącząca tę dzielnicę z Wyczerpami.
Wybudowana jako dwujezdniowa droga powiatowa w standardzie klasy GP. Początkowy odcinek drogi przebiega między zabudową jednorodzinną po stronie północnej i wielorodzinną od strony południowej. Pozostały odcinek biegnie przez tereny leśne, rolnicze i nieużytki.
Droga została oddana do użytku w lipcu 2013 roku. Wcześniej, w 2009 roku, wybudowano ulicę Pileckego będącą przedłużeniem ulicy Fieldorfa-Nila, a w 2011 roku węzeł łączący ulicę Makuszyńskiego z aleją Wojska Polskiego. W czerwcu 2014 roku droga otrzymała nazwę „Aleja Marszałkowska”.
Już na etapie budowy drogi istniały koncepcje jej rozbudowy w kierunku zachodnim, na przykład do Kiedrzyna. Ustalenie przebiegu drogi budziło jednak spory i do tej pory (stan na 2025 rok) nie ma konkretnych planów realizacji.